# Mladá Vožice
Mladá Vožice település Csehországban, a Tábori járásban. Mladá Vožice Oldřichov, Dolní Hrachovice, Běleč, Hlasivo, Rodná, Řemíčov, Šebířov, Slapsko, Zhoř u Mladé Vožice és Smilovy Hory településekkel határos. Lakosainak száma 2726 fő (2024. január 1.).

## Népesség
A település lakosságának változását az alábbi diagram mutatja:
| Lakosok száma | 4144 | 3539 | 3327 | 2656 | 2735 | 2656 | 2725 | 2704 | 2631 | 2726 |
|               | 1869 | 1900 | 1921 | 1961 | 1980 | 2011 | 2016 | 2019 | 2021 | 2024 |